# Roel
Roel ist als eigenständige Kurzform der Namen Roeland (dt.: Roland) oder Roelof (dt.: Rudolf) ein niederländischer männlicher Vorname.

## Namensträger
- Roel Bos (Glenn Saxson; * 1942), niederländischer Schauspieler
- Roel Braas (* 1987), niederländischer Ruderer
- Roel Brouwers (* 1981), niederländischer Fußballspieler
- Roel D’Haese (1921–1996), belgischer Bildhauer und Grafiker
- Roel van Duijn (* 1943), niederländischer Politiker und politischer Aktivist; Autor und Therapeut
- Roel van Helden (* 1980), niederländischer Musiker (Schlagzeuger)
- Roel Moors (* 1978), belgischer Basketballspieler und -trainer
- Roel Paulissen (* 1976), belgischer Mountainbiker
- Roel Reiné (* 1969), niederländischer Filmregisseur
- Roel van Velzen (* 1978), niederländischer Sänger und Songschreiber
- Roel de Wit (1927–2012), niederländischer Politiker

## Nachname
- Adriana Roel (1934–2022), mexikanische Schauspielerin